# Banvillars
Banvillars (Duits: Banweiler) is een gemeente in het Franse departement Territoire de Belfort (regio Bourgogne-Franche-Comté) en telt 258 inwoners (2005). De plaats maakt deel uit van het arrondissement Belfort.

## Geografie
De oppervlakte van Banvillars bedraagt 4,6 km², de bevolkingsdichtheid is 56,1 inwoners per km².
De onderstaande kaart toont de ligging van Banvillars met de belangrijkste infrastructuur en aangrenzende gemeenten.

## Demografie
Onderstaande figuur toont het verloop van het inwonertal (bron: INSEE-tellingen).